# Nordic Investment Bank
Die Nordic Investment Bank (NIB) ist ein internationales Finanzinstitut, das 1975 von den fünf nordischen Staaten (Dänemark, Finnland, Island, Norwegen und Schweden) gegründet wurde. 2005 wurden auch die drei baltischen Staaten (Estland, Lettland und Litauen) Mitglieder der NIB. Ihr Hauptsitz ist in Helsinki (Finnland).
Die NIB vergibt Kredite und Garantien an private und öffentliche Gesellschaften, Regierungen, Gemeinden und Finanzinstitute.
Die wichtigsten Kreditbereiche sind:
- Energie & Wasser
- Infrastruktur, Verkehr & Telekommunikation
- Branchen & Dienstleistungen
- Finanzinstitute & kleine und mittlere Unternehmen

Die NIB hat ein großes Kreditportfolio außerhalb ihrer Mitgliedsländer (einschließlich der Ostseeregion und Barents-Region) für Umweltprojekte. Die NIB nimmt Kredite auf den internationalen Kapitalmärkten auf und vergibt mit dem Geld Kredite.
Die Bonität der Anleihen der NIB wurde (Stand Mitte 2021) von den Ratingagenturen Standard & Poor’s und Moody’s mit dem Rating AAA/Aaa eingestuft.
Ziel der NIB ist es, Projekte zu finanzieren, die die Produktivität verbessern und der Umwelt in den nordischen und baltischen Ländern zugutekommen.

## Struktur und Management
Jedes Mitgliedsland ernennt einen Gouverneur für den Gouverneursrat der Bank, das oberste Entscheidungsgremium der NIB. Der Kontrollausschuss ist das Aufsichtsorgan der NIB. Der Verwaltungsrat trifft politische Entscheidungen und genehmigt die vom Präsidenten der NIB vorgeschlagenen Finanztransaktionen. Der NIB-Präsident ist für die Durchführung der laufenden Geschäfte der Bank verantwortlich. Er wird in seiner Arbeit vom Executive Committee, Asset and Liability Committee, Credit Committee, Finance Committee und ICT Council unterstützt. Die NIB hat etwa 200 Mitarbeiter aus allen Mitgliedsländern; Amtssprache ist Englisch.

## Mitgliedsstaaten
| Dänemark | Estland  |
| Finnland | Island   |
| Lettland | Litauen  |
| Norwegen | Schweden |

## Geschichte
- August 1976: die NIB startet ihren Betrieb
- 1977: die NIB nimmt einen Kredit in Höhe von 40 Millionen USD am Kapitalmarkt auf.
- 1983: die NIB gibt erstmals einen Kredit für ein Projekt außerhalb ihrer Mitgliedsländer
- das genehmigte Kapital verdoppelt sich auf 800 Mio. Sonderziehungsrechte (SZR), der Rahmen der Kreditbewilligung auf 2000 Mio. SZR.

Die NIB hat rund 50 Mitarbeiter.
- 1989: Der Nordische Entwicklungsfonds (Nordic Development Fund) wird gegründet. Fokus der NIB sind von nun an Umweltprojekte.
- 1990: Die NIB gründet die NEFCO (Nordic Environment Finance Corporation).
- 1993: die NEFCO wird ausgegliedert.
- 1992: Die NIB beteiligt sich am Baltic Investment Programme,[3] das von den nordischen Ländern eingerichtet wurde, um beim Aufbau des Privatsektors in den baltischen Ländern zu helfen.
- 1994: Erstmals werden Projektinvestitionskredite außerhalb der Mitgliedsländer an private Unternehmen gegeben. Jón Sigurðsson (Island) wird NIB-Präsident.
- 1999: Ein neues Abkommen über die NIB und ein Sitzabkommen erkennen den multilateralen Status der NIB an. Das genehmigte Kapital der NIB wird auf 4000 Mio. EUR erhöht.
- 2001: die NIB tritt der NDEP (Umweltpartnerschaft der Nördlichen Dimension) bei.
- 2004: Die NIB erweitert die Kreditlinien für Projekte außerhalb der Mitgliedsländer und für Umweltprojekte.
- 2005: Estland, Lettland und Litauen werden Mitglieder der NIB.

Johnny Åkerholm (Finnland) wird Präsident der NIB.
Das genehmigte Kapital wird auf 4142 Mio. EUR erhöht.
- 2008: Die NIB stellt Kreditfazilitäten in Höhe von 1500 Mio. EUR zur Eindämmung des Klimawandels und zur Verbesserung der Umwelt in der Ostsee bereit.
- 2011: Die NIB begibt ihre erste grüne Anleihe[4]. Das genehmigte Kapital der NIB wird auf 6142 Mio. EUR erhöht.
- 2012: Henrik Normann (Dänemark) wird NIB-Präsident.
- 2014: Die NIB begibt ihre erste Benchmark-Umweltanleihe.
- 2015: Die NIB richtet eine Kreditfazilität für die Arktis ein.
- 2020: Die NIB aktualisiert ihre Satzung.
- 2021: André Küüsvek (Estland) wird NIB-Präsident.[5]